# Abraxas ardana
Abraxas ardana là một loài bướm đêm trong họ Geometridae.